# دانا فولمر
دانا فولمر (Dana Vollmer) هي لاعبة أولمبية لرياضة السباحة من الولايات المتحدة. شاركت في الأولمبياد الصيفي في 2004–2012، وفازت بما مجموعه 4 ميداليات.

## الميداليات
| ذهب | فضة | برونز | المجموع |
| 4   | 0   | 0     | 4       |

## روابط خارجية
- دانا فولمر على موقع الاتحاد الدولي للسباحة (الإنجليزية)
- دانا فولمر على موقع SwimRankings.net (الإنجليزية)
- دانا فولمر على موقع اللجنة الأولمبية الدولية (الإنجليزية)
- دانا فولمر على موقع أوليمبيديا (الإنجليزية)
- دانا فولمر على موقع اللجنة الأولمبية والبارالمبية الأمريكية (الإنجليزية)